# Sigetac
Sigetac je naselje u Republici Hrvatskoj u Sisačko-moslavačkoj županiji, u sastavu grada Novske.

## Zemljopis
Sigetac se nalazi zapadno od Novske, susjedna naselja su Stara Subocka na sjeveru te Plesmo na jugu.

## Stanovništvo
Prema popisu stanovništva iz 2011. godine Sigetac je imao 122 stanovnika.
| broj stanovnika |       |       |       |       |       |       |       | 247   | 267   | 288   | 260   | 217   | 191   | 170   | 161   | 122   | 92    |
|                 | 1857. | 1869. | 1880. | 1890. | 1900. | 1910. | 1921. | 1931. | 1948. | 1953. | 1961. | 1971. | 1981. | 1991. | 2001. | 2011. | 2021. |